# Sistema Astrobee
O sistema robótico Astrobee é um sistema assistivo robótico de voo livre adequado para a realização de trabalho de atividade intraveicular (IVA) na Estação Espacial Internacional (ISS). O sistema Astrobee consiste de três robôs em forma de cubo - chamados Honey, Queen e Bumble -, software e estação de acoplamento usados para recarga. No sistema Astrobee, usando ventiladores elétricos como hélices, os robôs podem se mover livremente e também podem retornar à sua estação de ancoragem para recarregar suas baterias quando necessário.
Astrobee baseia-se no legado e nas lições aprendidas com os robôs SPHERES que estão na estação há mais de uma década.

## Histórico
Em 2019, a NASA começou a testar a capacidade de movimento da Bumble através de uma série de manobras cada vez mais complexas para determinar o desempenho do robô em gravidade zero. Bumble tornou-se o primeiro robô Astrobee a voar sob sua própria propulsão. Ele será então seguido por Honey e Queen.